# もうすこしがんばりましょう
『もうすこしがんばりましょう』は、山口舞子による日本の4コマ漫画。『花とゆめ』『ザ花とゆめ』『ヤングアニマルあいらんど』（白泉社）で連載された。単行本は全5巻。

## 概要
女子高生たちの日常を描いた脱力系漫画。初期は4コマ漫画であったが、途中から1ページ漫画（1ページ目のみタイトル＋4コマ）という形態になった。本作の1巻は作者にとって初の単行本でもある。

## 登場人物
むつ
元気いっぱいの愛すべきおバカさん。
最初の年は夏休みの補習対象だったが、次の年では免れていた。
裁縫も苦手。
冬になると毛糸のパンツを愛用し、年々周囲に信者を増やしていく。
コーヒーには砂糖とミルクを3倍入れ、ワサビとカラシが苦手。
2年生までおねしょをしていた。
燃焼型なので太らない。
兄（陸）がいる。
絵日記を書きためているが、実は漫画家になる夢を持っており、絵日記は実はネタ帳であった。
5巻描き下ろしの5年後のエピソードにて初連載を獲得した。
ひよ
ふみと共にむつをイジるのが大好き。
むつ・ふみとは幼稚園の頃からの幼馴染。
裁縫が何より苦手。
運動も苦手。
太りやすい体質なのか、人一倍体重を気にしており、万年ダイエッター。
所謂「見える人」。
ふみには幻想に近い思いを抱いており、常に綺麗でいてほしいと思っている。
そのためふみがキャラに合わない（とひよが思う）行動を取ろうとすると必死に制止する。
5巻描き下ろしの5年後では化粧品会社に勤務している。
ふみ
色白で足が長く、髪がツヤツヤでスレンダー。
女子から人気があり、共学にも拘らずバレンタインデーにはチョコを多数貰う。
ドライだが、実はかなりひょうきんな性格。
時々妄想の世界に旅立つ。
基本的に優しい性格ではあるが、むつだけは「いじる」対象。
くしゃみは豪快。
反復横とびが苦手。
教師を目指し、5巻描き下ろしの5年後では教育実習中。
委員長
本名は「かごめ」。
当初は名前の設定すらなかったが、後に設定された。
校則第一のため、暴走するむつの一番の被害者。
血を見ると倒れる。
手芸部所属で雑巾に百合をあしらうほど裁縫が上手い。
サボテンの「幸子」を育てている。
むつの被害に遭ってばかりではあるが、どういうわけか一緒にいる事が多く、友達して認められていることを実感すると喜んでいる。
運動は苦手だが、校則違反を取り締まる（特にむつ相手）時は異常な力を発揮する。
5巻描き下ろしの5年後では警官を目指しているらしい。
かやの
人の言う事をなんでも信じてしまうため、すぐに人に騙される。
口癖は「まー！」。
あまりにおバカさんなため登場を制限されるという過去を持つ。
委員長の名前が「イイン・チョウ」だと騙されてから、長期間に渡って「チョウさん」と呼んでいた。
5巻にて初めて作ったお弁当が非常に好評であり、それが将来に大きく影響し、5巻描き下ろしの5年後では調理師免許を取り、時々むつに弁当を差し入れている。
かやのの姉
かやの同様、人を疑うことを知らないためすぐ人に騙される。
さらに騙された内容をそのままかやのに教えるため、2人で騙される。
むつの母
むつ同様テンションが高い母。
むつ・兄・母と3人揃って周囲からは「同じ血」と称されるほどノリが似ている。
ほのか
むつたちのクラスメイトで、非常に病弱。
頻繁に倒れるため、あまりクラスには顔を出さない。
そのため、初登場時は記憶力の乏しいむつにクラスメイトだと知られていなかった。
自己陶酔的な発言が多い。
梅
クラス替えにてむつたちと同じクラスになったツンデレ風味な女の子。
成績が良くてスポーツもでき、顔もよくて育ちもいい。
にもかかわらず何かと目立つむつたちと同じクラスになり、むつをライバル視してからは被害を頻繁に被るようになった。
ホワイトデーにはバレンタインデーに何もしていないにも拘らず、大量のプレゼントが贈られる。
志緒
梅同様、クラス替えにてむつたちと同じクラスになったとても力持ちな梅の保護者。
梅を見守り、時には力で彼女を制止する。
むつと波長が合うのか、頻繁にむつを持ち上げている。
姫子
むつと同じ委員会の後輩。
むつの事を過剰に慕っており、頻繁にひよとむつを巡り不毛な戦いを続ける。

## 単行本
- 白泉社より「花とゆめコミックススペシャル」として刊行されている。

1. 巻数表示無し 2005年4月25日発行 ISBN 4-592-18890-X
2. 2005年11月25日発行 ISBN 4-592-18894-2
3. 2006年10月25日発行 ISBN 4-592-18758-X
4. 2007年10月25日発行 ISBN 978-4-592-18759-2
5. 2009年2月25日発行 ISBN 978-4-592-18709-7